# Gary Kinder
Gary Kinder (Fort Lauderdale, 1947) è uno scrittore statunitense.

## Biografia
Dopo la laurea in giurisprudenza conseguita all’Università della Florida, Kinder si trasferì a Sun Valley nell’Idaho e cominciò a lavorare a tempo parziale come avvocato. Nel 1972 cominciò a scrivere brevi saggi. Nel 1974, a seguito del brutale omicidio di tre persone avvenuto a Ogden in Utah nel corso di una rapina in un negozio, decise di scrivere un libro sulla vicenda, presentandola dalla parte delle vittime. Kinder lavorò al libro per sette anni, durante i quali si mantenne lavorando come facchino, barista e fattorino. Il libro, pubblicato nel 1982 con il titolo Victim, ebbe successo e oltre ai proventi delle vendite gli fruttò la cifra derivante dalla vendita dei diritti cinematografici.
Nel 1987 Kinder pubblicò il suo secondo libro, Light Years, un’inchiesta sull’ex contadino svizzero Eduard Meier, che affermava di avere contatti con gli extraterrestri. Le conclusioni del libro, favorevoli per Meier, furono criticate dagli scettici e da diversi ricercatori di ufologia, che accusarono Kinder di non avere dato abbastanza risalto alle posizioni contrarie al contattista svizzero. Nel 1988 Kinder intraprese l’attività d’insegnamento di scrittura legale, avviando corsi e seminari per avvocati e giudici. Nel 1998 Kinder pubblicò il suo terzo libro, Ship of gold, Best Seller 1998 del New York Times. Il libro narra la vicenda del battello a ruota SS Central America, che affondò nel 1857 sulla costa della Carolina durante un uragano con un grosso carico d’oro; nel 1984 il recupero del relitto della nave divenne l'obiettivo di un cercatore di tesori.
Nel 2002, i corsi di scrittura di Kinder sono stati inseriti nel programma  di tirocinio legale per giovani avvocati dell’American Bar Association. Nel 2012 Kinder ha fondato la società di software WordRake, che produce l’omonimo programma di scrittura.
Kinder è sposato e ha due figlie; vive attualmente a Seattle con la sua famiglia.

## Opere
- (EN) Victim: The Other Side of Murder, New York, Delacorte Press, 1982, ISBN 0-440-09323-6.
- (EN) Light Years: An Investigation into the Extraterrestrial Experiences of Eduard Meier, New York, Atlantic Monthly Press, 1987, ISBN 0-87113-139-0.
- (EN) Ship of Gold in the Deep Blue Sea, New York, Atlantic Monthly Press, 1998, ISBN 0-87113-464-0.